# سیارک ۷۸۴۲
سیارک ۷۸۴۲ (به انگلیسی: 7842 Ishitsuka، نامگذاری:1994XQ) هفت هزار و هشتصد و چهل و دومین سیارک کشف شده‌است که در ۱ دسامبر ۱۹۹۴ کشف شد.
قدر مطلق سیارک برابر ۱۴٫۳۰ است.